# Spinor
Spínor je v matematiki in fiziki, ter še posebej v teoriji ortogonalnih grup (kot sta vrtenje ali Lorentzeva grupa), element kompleksnega vektorskega prostora, ki razširja pojem prostorskega vektorja. Za razliko od tenzorjev prostor spinorjev ni moč zgraditi v enoznačnem in naravnem smislu iz prostorskih vektorjev. Vendar se spinorji dobro transformirajo pri infinitezimalnih ortogonalnih transformacijah, kot so npr. infinitezimalna vrtenja ali infinitezimalne Lorentzeve transformacije. Z ortogonalno grupo sámo se slabo transformirajo, ampak samó »dobro do predznaka«. To na primer pomeni, da se mora spinor za transformacijo vase zavrteti za 720°. Še posebej so spinorji povezani z algebrskim postopkom na vektorskem prostoru s kvadratno formo (kot sta evklidski prostor s standardno metriko ali prostor Minkowskega z Lorentzevo metriko) kot elementi reprezentacijskih prostorov Cliffordovih algeber. Za dano kvadratno formo lahko obstaja več različnih prostorov ali spinorjev s posebnimi značilnostmi.
Najsplošnejšo matematično obliko spinorjev je odkril Élie Joseph Cartan leta 1913. Besedo »spinor« je skoval Paul Ehrenfest v svojem delu o kvantni fiziki.
Spinorje je v matematični fiziki prvi uporabil Wolfgang Ernst Pauli leta 1927, ko je uvedel spinske matrike. Naslednje leto je Paul Dirac odkril polno relativistično teorijo elektronskega spina, ko je pokazal na povezavo med spinorji in Lorentzevo grupo. Do 1930-ih so Dirac, Piet Hein in drugi na Inštitutu Nielsa Bohra izdelali igre, kot je Tangloids, za poučevanje in modeliranje spinorskega računa.